# 샹탈 아케르만
샹탈 아케르만(Chantal Akerman, 1950년 6월 6일 ~ 2015년 10월 5일)은 벨기에의 영화 감독, 영화 각본가, 교수이다.

## 작품 목록
- 호텔 몬터레이 (1973, 무성 다큐)
- Hanging Out Yonkers (1973, 미완성 다큐)
- 잔느 딜망 (1975)
- 집에서 온 소식 (1977, 다큐)
- 안나의 랑데부 (1978)
- 텔 미 (1980, 다큐)
- 폭풍의 밤 (1982)
- 미국 이야기 (1989)
- Les trois dernières sonates de Franz Schubert (1989, 다큐)
- 밤과 낮 (1991)
- 동쪽 (1993, 다큐)
- 카우치 인 뉴욕 (1996)
- Sud (1999, 다큐)
- 갇힌 여인 (2000)
- 국경 저편에서 (2002, 다큐)
- 이사 소동 (2004)
- 저기 (2006, 다큐)
- 알마이에르 가의 광기 (2011)
- 노 홈 무비 (2015, 다큐)